# 土井探花
土井 探花（どい たんか、1976年9月25日 - ）は、日本の俳人。千葉県我孫子市在住。「雪華」「ASYL」「楽園」「いつき組」所属。現代俳句協会会員。インターネット句会『ほしくず研究会』を運営し、管理人として「車掌」を名乗っている。俳句同人誌・ネットプリント『カルフル』発行人。

## 来歴
- 2010年（平成22年）　作句開始。
- 2023年（令和5年）
  - 第40回兜太現代俳句新人賞受賞[4]
  - 第一句集『地球酔』（現代俳句協会）[5]

## 作品
兜太現代俳句新人賞の選考委員の一人である堀田季何は下記のように評している。
　土井の受賞作は、兜太の名前に恥じない、作者性も作家性も感じられる力作であった。混迷した現代社会を生きる人間、その社会への思い、深い懊悩、日々の生活が、大胆な比喩や象徴、現代口語調の文体、諧謔を駆使して描かれている。